# ولدي (فلم 1972)
ولديهو فيلم مصري إنتاج 1972.

## القصة
تحكي القصة:ان جابر قاتل محترف، يمكنه أن يقتل خمسة أشخاص في المرة الواحدة، يقرر التوبة على يد ولده الصغير، لكن العصابة التي كان يعمل بها تحاول استعادته مرة ثانية للتشكيل لكنه يرفض ويهددهم بإبلاغ البوليس، كما يتعرف على راقصة كباريه تحاول أن تشده بعيدًا عن الجريمة. لذا تقرر العصابة قتله والتخلص منه، وأثناء تنفيذ المهمة يقتل ابنه خطأ. فيقرر جابر الانتقام ممن تسببوا في قتل الابن، وينجح في تصفية العصابة عن آخرها الواحد تلو الآخر. إلا أنه يقبض عليه أثناء زيارة قبر ولده.

## طاقم العمل
إخراج: نادر جلال (مخرج ) جمال عمار (مساعد مخرج)
تأليف: سمير نوار (قصة وسيناريو وحوار)
طاقم العمل: فريد شوقي (جابر)، سهير رمزي (غندورة)، أحمد زكي(عصفور)، محمود المليجي (د.غريب)، توفيق الدقن(توفيق)، مجدي وهبة (ضابط المباحث)، أحمد لوكسر (رئيس المباحث)، كنعان وصفي (مراد)، محمد صبيح، مني والي، أبو الفتوح عمارة (عباس)، عبدالغني النجدي (مسعود)، سمير نوار، عصام العشري (الطفل"عادل")، علي جوهر، صالح العويل، علي مصطفي، أحمد مرسي.

## وصلات خارجية
- مقالات تستعمل روابط فنية بلا صلة مع ويكي بيانات
- ولدي على موقع الدهليز
- ولدي على موقع كاروهات